# Lafayette (Tunis)
Pour les articles homonymes, voir Lafayette.
Lafayette est le quartier central de Tunis (Tunisie) qui occupe la partie située au nord de l'avenue Habib-Bourguiba.
Il est encadré par le quartier populaire de Bab El Khadra à l'ouest, l'avenue Mohammed-V à l'est, l'avenue Habib-Bourguiba au sud et le quartier huppé de Mutuelleville au nord.

## Lieux remarquables
- Ambassade de Libye
- Ambassade de la Tchéquie
- Antenne locale de l'Institut Goethe
- École centrale de droit et de gestion
- Institut Bourguiba des langues vivantes
- Grande synagogue de Tunis
- Maison de la radio tunisienne
- Place de l'Afrique
- Siège de l'Agence de promotion de l'industrie et de l'innovation
- Siège de l'Entreprise tunisienne d'activités pétrolières
- Siège de la Banque nationale agricole
- Siège de la Banque tunisienne de solidarité
- Siège de la Poste tunisienne
- Siège de la Société tunisienne de banque
- Siège du Centre national des technologies en éducation
- Siège du Groupe chimique tunisien
- Université centrale